# Paralelo 30 S
O Paralelo 30 S é um paralelo no 30° grau sul no plano equatorial terrestre.

## Dimensões
Conforme o sistema geodésico WGS 84, no nível de latitude 30° S, um grau de longitude equivale a 96,48 km; a extensão total do paralelo é portanto 34.735 km, cerca de 87% da extensão do Equador, da qual esse paralelo dista 3.320 km, distando 6.682 km do polo sul. Mas considerando o firmamento uma esfera perfeita e sendo esse planeta em questão sua projeção cujo comprimento de um metro, foi o resultado duma arbitragem humana estabelecendo que a unidade fracionária de 40.000.000 partes de um círculo máximo o padrão de referência para as medidas de comprimento, nesse sentido, o paralelo 30 sempre distará do pólo mais próximo exatamente 6.666.666 unidades e seu complemento 3.333 km da latitude do lugar (30º) ao equador e não 3.320 km como querem com as mais rigorosas medidas (que estarão sempre sujeitas a correção).

## Cruzamentos
Começando no Meridiano de Greenwich e tomando a direcção do Leste, o paralelo 30º S passa por:
| País, território ou mar | Notas                                                                              |
| ----------------------- | ---------------------------------------------------------------------------------- |
| Oceano Atlântico        |                                                                                    |
| África do Sul           | Meio do país                                                                       |
| Lesoto                  | Sul do País                                                                        |
| África do Sul           | em Durban na intersecção das águas do oceano Indico com a costa oriental africana. |
| Oceano Índico           |                                                                                    |
| Austrália               | Austrália Ocidental Austrália do Sul Nova Gales do Sul                             |
| Oceano Pacífico         | Passa entre as Ilhas Kermadec, Nova Zelândia                                       |
| Chile                   | Coquimbo                                                                           |
| Argentina               | Corrientes Santa Fé Entre Ríos Santiago del Estero Catamarca Córdoba Salta         |
| Brasil                  | Rio Grande do Sul - Porto Alegre passa a sul do Aeroporto de Porto Alegre          |
| Oceano Atlântico        |                                                                                    |

## Kleiton & Kledir
"Paralelo 30" tornou se um termo popular na cidade de Porto Alegre após ter sido mencionado na canção "Deu pra ti" presente no álbum homônimo de 1981 da dupla gaúcha de MPB Kleiton e Kledir que faz homenagem a essa capital brasileira.